# Venezuela (Cuba)
Venezuela es un municipio cubano de la provincia de Ciego de Ávila. Fue bautizado así en honor al país homónimo. Originalmente, en 1907, se llamó municipio Stewart pero tras la revolución cubana de 1959 se cambió su nombre al actual.

## Ubicación
Está localizado en la parte sur inmediata de la capital provincial, Ciego de Ávila, en la parte central de la isla de Cuba y en el extremo sur de la provincia.

## Demografía
Según datos del año 2017 el municipio Venezuela tenía 26.485 habitantes, distribuidos en una superficie de 716 km² (71.600 hectáreas) lo que representa una densidad de población de 38.2 habitantes/km².